# Benzylpiperazin
Benzylpiperazin (BZP) je piperazinový stimulant mozkové činnosti s halucinogenními účinky u mnohých uživatelů. Chemicky je to bezbarvá či nažloutlá olejovitá tekutina bez zápachu a s bodem tuhnutí 0 °C. V lidském těle stimuluje uvolňování dopaminu a noradrenalinu.
Jedná se o meziprodukt v chemické výrobě a v současnosti nemá žádné lékařské využití, ačkoliv celá řada podobných piperazinů se využívá jako účinná látka léčiv (donezepil). Občas je však zneužíván jako omamná látka s podobnými účinky, jaké mají amfetaminy. První zneužití této látky bylo zaznamenáno v roce 2000 ve Švýcarsku a v USA. V Evropě býval nabízen pod názvem A2 (obvykle v tabletové formě) jako alternativa k amfetaminům. Požití látky se projevuje euforií, bdělostí, sníženou potřebou jíst a pít, zvýšeným citlivostí pro hmat a pocitem sounáležitosti s ostatními. Ve větších dávkách se BZP projevuje bolestmi břicha, zvracením, úzkostí, paranoiou a pocity „hemžícího se hmyzu“ na pokožce osob.